# Monster (canção de Michael Jackson)
"Monster" é uma canção creditada a Michael Jackson com o rapper 50 Cent. Escrita por Eddie Cascio, James Porte, e sua parte rap escrita por Curtis "50 Cent" Jackson. Junto com "Breaking News" e "Keep Your Head Up". Nas 3 faixas a voz de Jason Malachi foi usada para conseguir terminar os vocais da música. A canção foi gravada em 2010 e lançada no mesmo ano. Foi lançada oficialmente em 10 de dezembro de 2010 como quinto single do álbum póstumo de inéditas Michael, de Jackson.
Em 23 de agosto de 2018, a gravadora, Sony Music, teria admitido que esta música não foi cantada por Michael Jackson, mas sim por um imitador contratado, a informação foi desmentida dias depois pelo próprio advogado da Sony Music.

## Desempenho nas paradas
Gráficos semanais
| Paradas (2010)                                     | Melhor posição |
| -------------------------------------------------- | -------------- |
| Reino Unido (The Official Charts Company Singles ) | 197            |